# Shaft (film 2000)
Shaft è un film statunitense del 2000 diretto da John Singleton, con Samuel L. Jackson. La pellicola è il quarto sequel del film Shaft il detective del 1971.

## Trama
Nel 1998, il detective della polizia di New York John Shaft II, un nipote del leggendario investigatore privato John Shaft I, viene chiamato ad indagare sull’aggressione subita da Trey Howard fuori da un ristorante. Shaft arresta Walter Wade Jr., figlio di un ricco magnate, dopo aver notato delle macchie di sangue su di lui; Wade si giustifica dichiarando di aver agito per legittima difesa. La compagna di Trey riferisce che, quando entrarono nel ristorante, Wade rivolse insulti razzisti a Trey e questi per tutta risposta lo umiliò di fronte a tutti, lasciando subito dopo il locale, seguito da Wade stesso. Shaft nota una cameriera, Diane Palmieri, che scruta Wade e cerca di convincerla a testimoniare, ma lei afferma di non aver visto nulla e si allontana. Wade sbeffeggia il cadavere di Trey sulla barella dell'ambulanza e Shaft lo prende a pugni. Di conseguenza viene sospeso e trasferito in un altro distretto. Più tardi, Wade telefona a Shaft per dirgli con scherno che proprio grazie a quel pugno gli è stata concessa la libertà su cauzione e fugge in Svizzera.
Due anni dopo, Wade torna negli Stati Uniti e Shaft lo arresta nuovamente. Gli amici organizzano una festa in cui appare l'anziano Shaft. In camera di sicurezza, Wade fa conoscenza con Peoples Hernandez, un trafficante dominicano che Shaft aveva appena incastrato. All’udienza il giudice concede di nuovo a Wade la libertà dietro il pagamento di un milione di dollari di cauzione e il ritiro del passaporto. Arrabbiatissimo Shaft scaglia il suo distintivo verso il giudice e si dimette dalla polizia. Lancia però un’oscura minaccia a Wade facendogli intendere che lo incastrerà con i suoi metodi. Preoccupato che Shaft possa trovare la testimone scomparsa, Wade ingaggia Peoples per scovarla e toglierla di mezzo.
Shaft cerca Diane con l'aiuto dei suoi amici, la detective Carmen Vasquez e il tassista Rasaan. Durante la visita alla madre di Diane, che non collabora, Shaft e Carmen si rendono conto di essere seguiti dagli agenti Jack Roselli e Jimmy Groves, ai quali Peoples ha promesso una parte dei soldi per arrivare a Diane seguendo Shaft. Questi sottrae a Wade i soldi e li nasconde sulla macchina di Roselli e Groves per far credere a Peoples che i due stanno tentando di fregarlo. Roselli e Groves si accorgono però del trucco di Shaft e sventano la trappola.
Shaft rintraccia un numero chiamato dalla madre di Diane, che si nasconde protetta dai suoi fratelli Mike e Frank. Improvvisamente vengono attaccati dalla banda di Peoples e nella sparatoria il fratello minore di Peoples rimane ucciso. Pazzo di rabbia, Peoples ferisce con un rompighiaccio Mike, mentre Shaft, Diane e l’altro fratello fuggono con il taxi di Rasaan e si rifugiano nel suo appartamento, seguiti di nascosto da Roselli e Groves. Qui Diane racconta di aver visto Wade uccidere Trey e di essere stata costretta a tacere in cambio di una ricompensa.
La banda attacca l'appartamento di Rasaan, ma viene decimata da Shaft, che fugge con gli altri utilizzando la scala antincendio. Roselli e Groves tendono un agguato a Shaft, ma Carmen li anticipa e li uccide. La sparatoria si riversa nelle strade della città dove Shaft e Carmen riescono ad avere la meglio sul resto della banda. Peoples però cattura Diane e la minaccia con il suo rompighiaccio. Shaft lo convince a non fare il lavoro sporco di Wade e Peoples rilascia Diane e affronta Shaft, che però lo anticipa e lo uccide.
Prima che il processo di Wade inizi, la madre di Trey, Carla Howard, vendica il figlio sparando a Wade sulle scale del tribunale. Alla stazione di polizia, Shaft ribadisce a Carmen che preferisce fare l’investigatore privato. Arriva una donna che gli chiede aiuto contro il fidanzato violento. Shaft è inizialmente riluttante, ma quando vede la sua ferita decide di aiutarla con i suoi metodi.

## Produzione
L'originale John Shaft, interpretato da Richard Roundtree, in questa pellicola veste i panni dello zio del protagonista, suo omonimo.